# كان ديفيس
كان ديفيس (بالإنجليزية: Kane Davis) هو لاعب كرة قاعدة أمريكي، ولد في 25 يونيو 1975 في ريبلي في الولايات المتحدة.

## وصلات خارجية
- كان ديفيس على موقع دوري كرة القاعدة الرئيسي (الإنجليزية)
- كان ديفيس على موقع دوري كوريا الجنوبية لكرة القاعدة (الإنجليزية)
- كان ديفيس على موقعبيزبول رفرنس.كوم (الدوري الرئيسي) (الإنجليزية)
- كان ديفيس على موقعبيزبول رفرنس.كوم (الدوري الثانوي) (الإنجليزية)
- كان ديفيس على موقع إي إس بي إن.كوم (أم.أل.بي) (الإنجليزية)
- كان ديفيس على موقع مشجعي الرسوم البيانية (الإنجليزية)